# Beeldenpark Jardins de Cap Roig

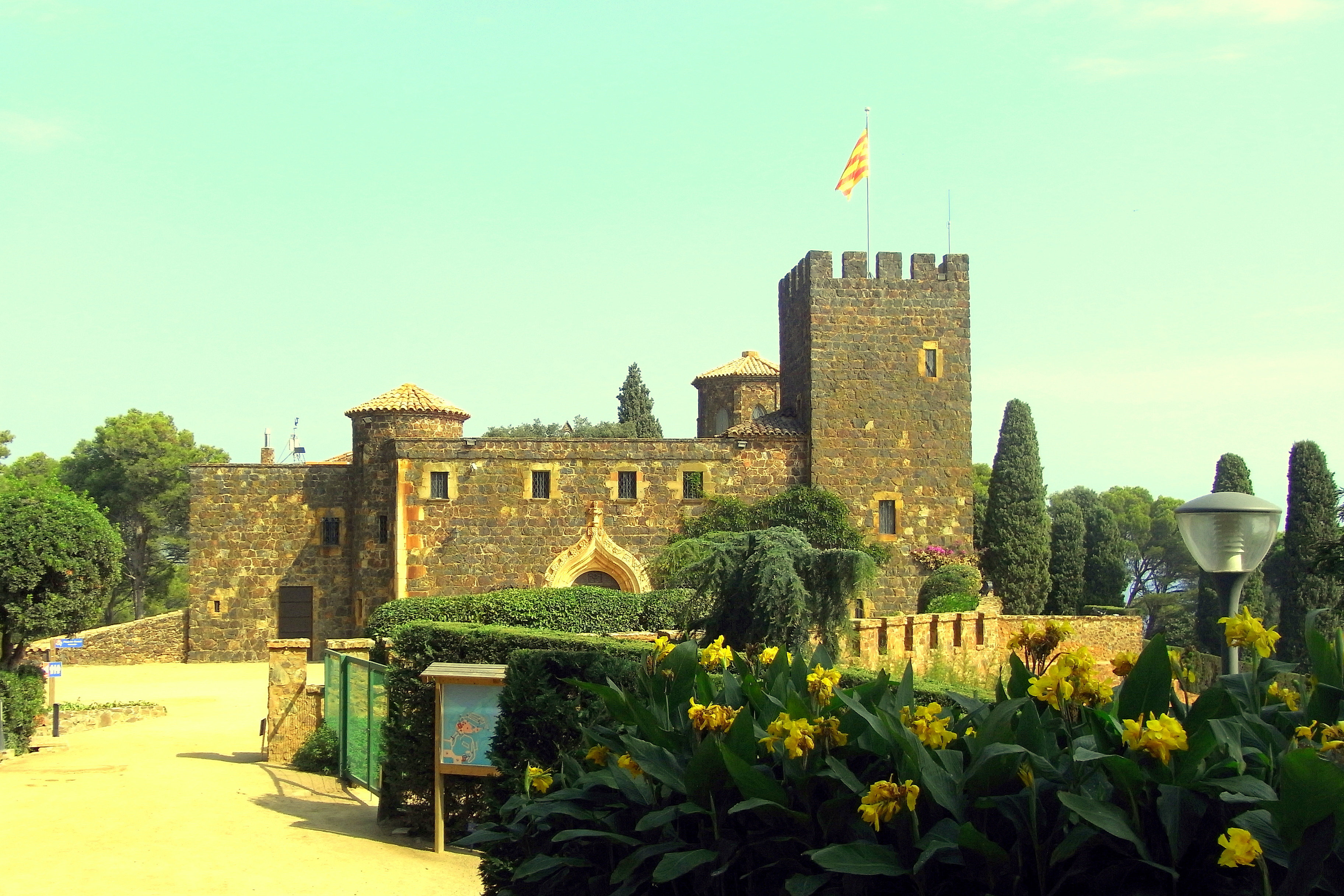
Castell de Cap Roig

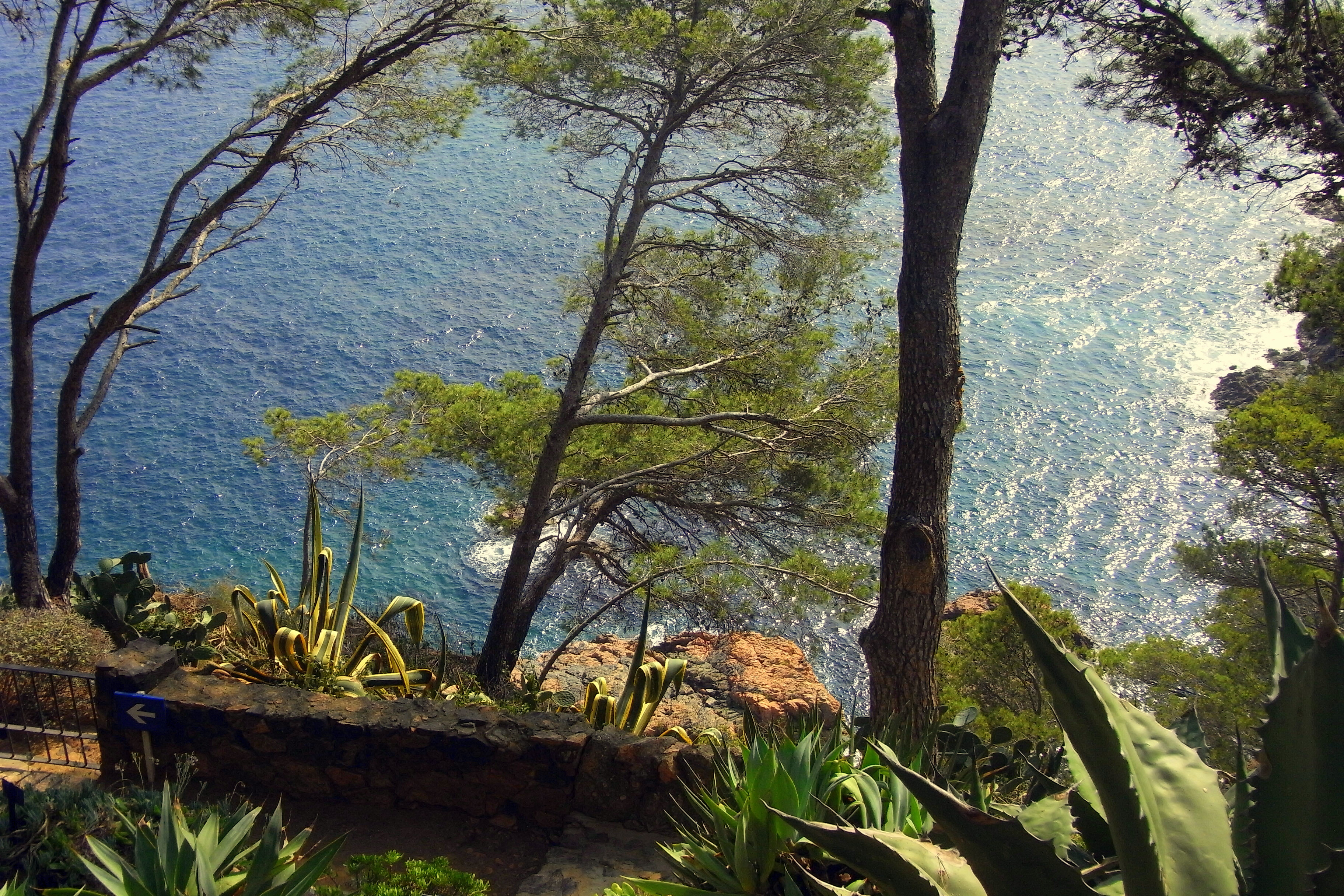
Jardín botánico de Cap Roig

Het Beeldenpark Jardíns de Cap Roig toont de permanente collectie moderne en hedendaagse beeldhouwkunst van de Fundació Caixa Girona in de tuinen van kasteel Cap Roig in het stadsdeel Calella de Palafrugell van de gemeente Palafrugell in de Catalaanse provincie Girona. Het park Jardíns de Cap Roig is bekend om de botanische tuin, de Jardín botánico de Cap Roig, en dient ook als locatie voor exposities en evenementen, onder andere het Festival de Cap Roig.

## Collectie
De collectie omvat 21 sculpturen van vooraanstaande, voornamelijk Spaanse, beeldhouwers:
1. Sergi Aguilar - Spanje : Mirador (2008)
2. Juan de Andrés - Uruguay : Variacions (2008)
3. Eric Ansesa - Spanje : Encontre mitolôgic 1 (Sunion) (2009)
4. Bonaventura Ansón - Spanje : La lluna i el núvol blanc (2008)
5. Nestor Basterretxea - Spanje : Itinerari obert No. 8 (2008)
6. Xavier Corberó - Spanje : 2 Artistes flamencas (2003)
7. Quim Domene - Spanje : Pic-Nic (La casa que vull) (2008)
8. Amadeo Gabino - Spanje : Agamenón III (2000)
9. Ana Mercedes Hoyos - Colombia : Platón (2009)
10. Carlos Lizariturry - Spanje : Columna (1997)
11. Marcel Martí - Spanje : Ergo (1970/2006)
12. Santi Moix - Spanje : Volta d'horitzó (2005)
13. Torres Monsó - Spanje : Homenatge al dr. Trueta (2006)
14. Miguel Ortiz Berrocal - Spanje : Almudena (1974)
15. Jorge Oteiza - Spanje : Caja abierta, variante (1958-1984/85)
16. Jaume Plensa - Spanje : CUC (1986)
17. Josep Maria Riera i Aragó - Spanje : L'helix de ferro (1991/98)
18. Rosa Serra - Spanje : Femme au jardin (2009)
19. Paul Suter - Zwitserland : Janus (1976/2006)
20. Moisès Villèlia - Spanje : Sense títol (1995)
21. Diverse kunstenaars - Italië : Il Giardino di Beuys (2009)

## Fotogalerij

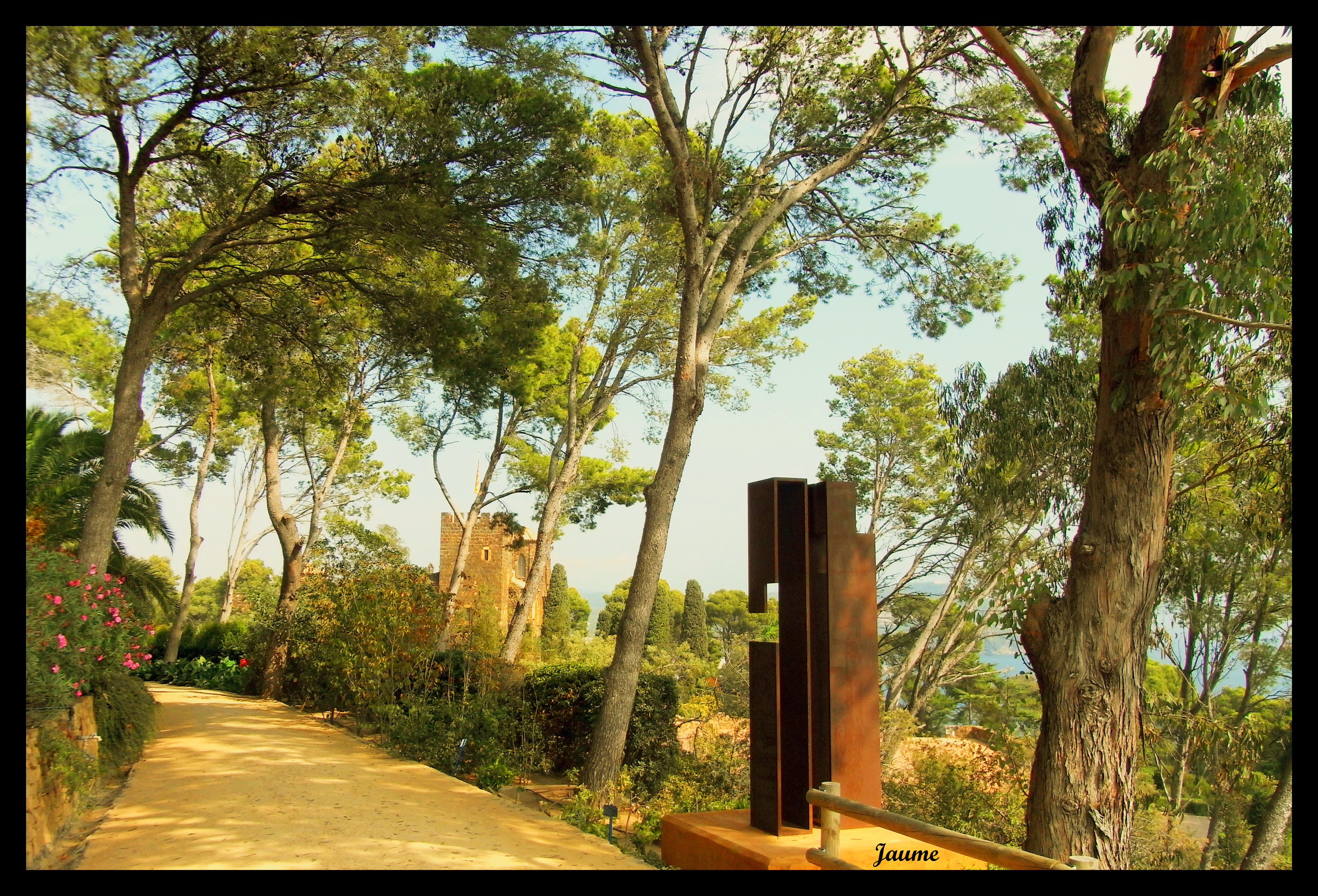
Nr. 2: Juan de Andrés
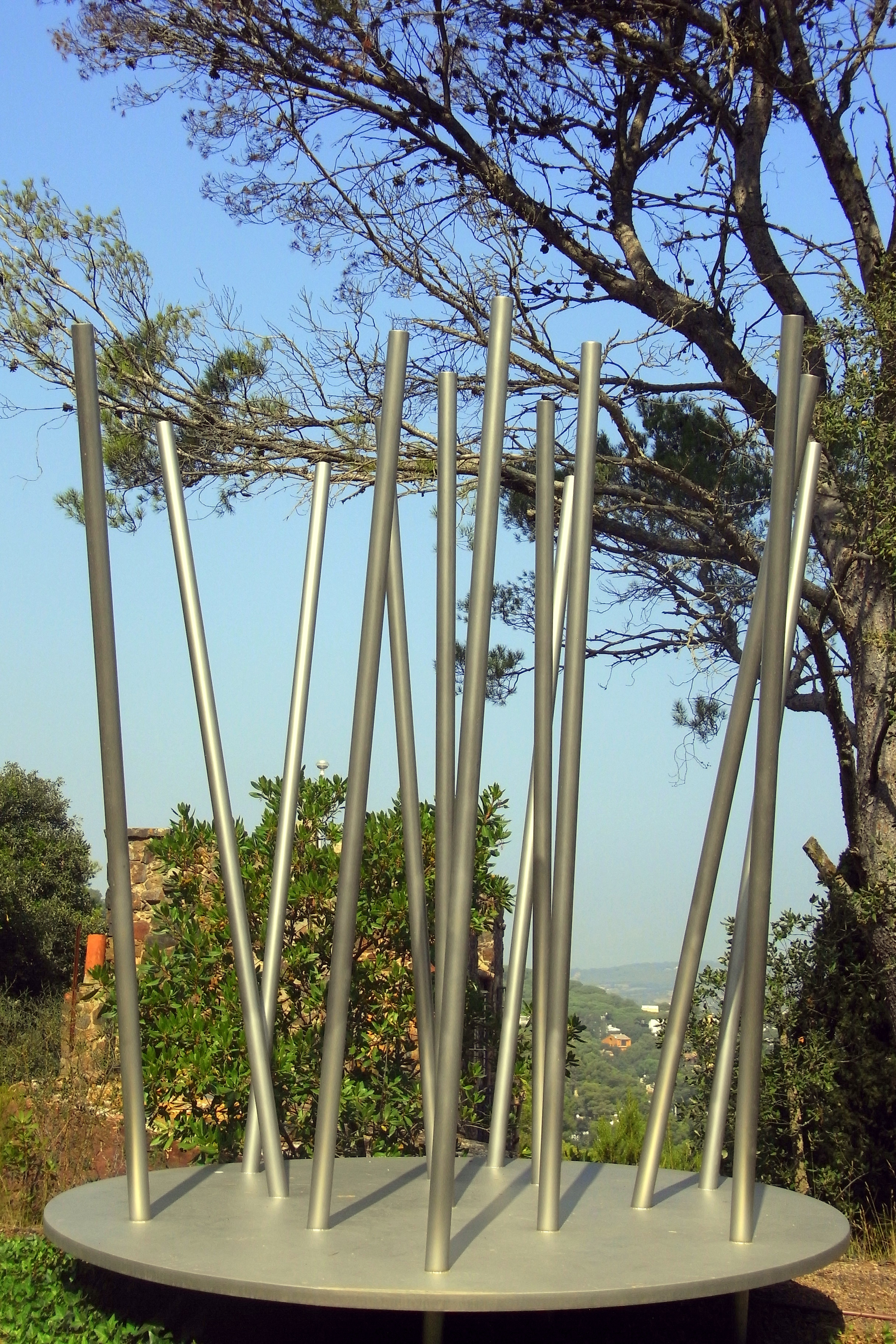
Nr. 3: Eric Ansesa
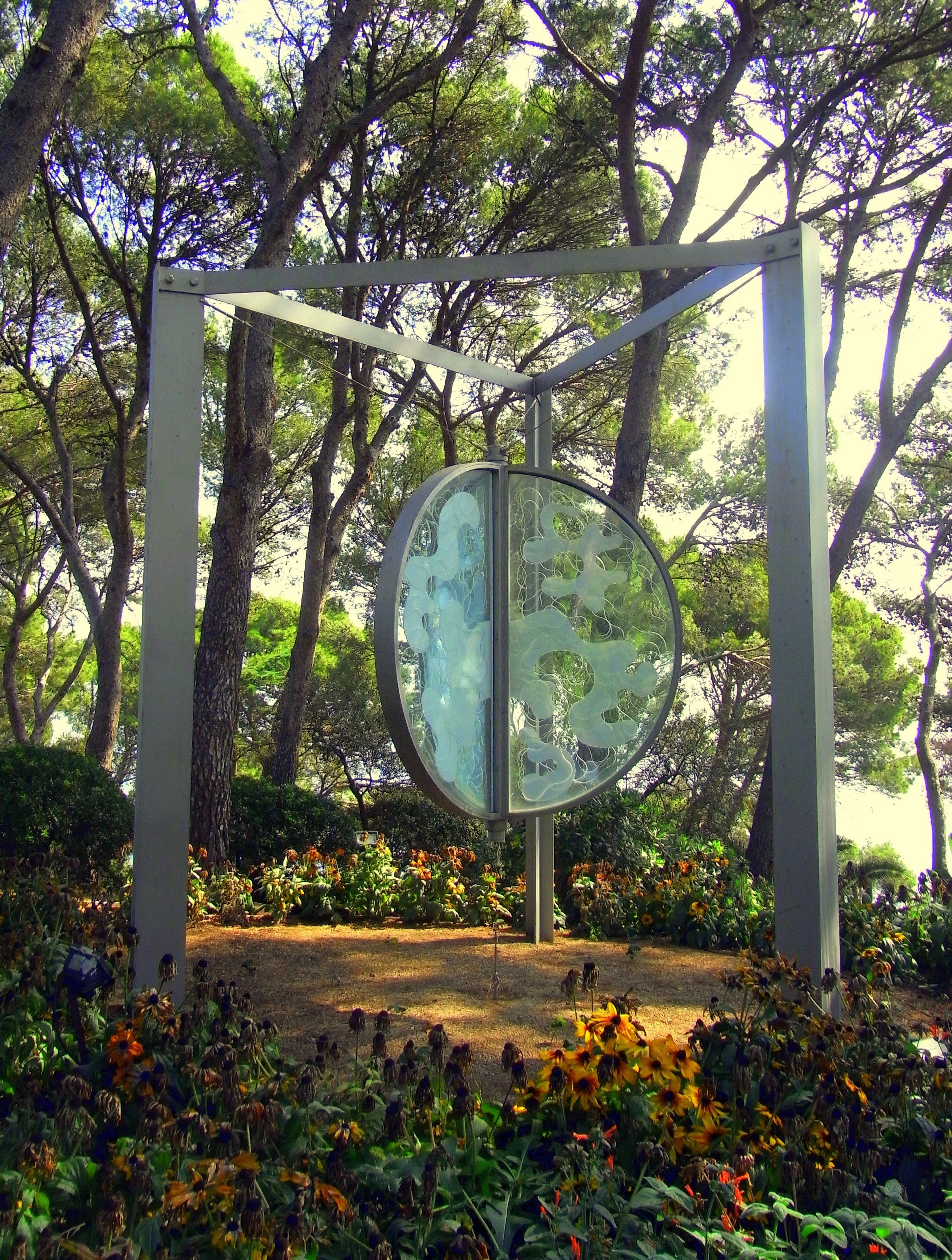
Nr. 4: Bonaventura Ansón
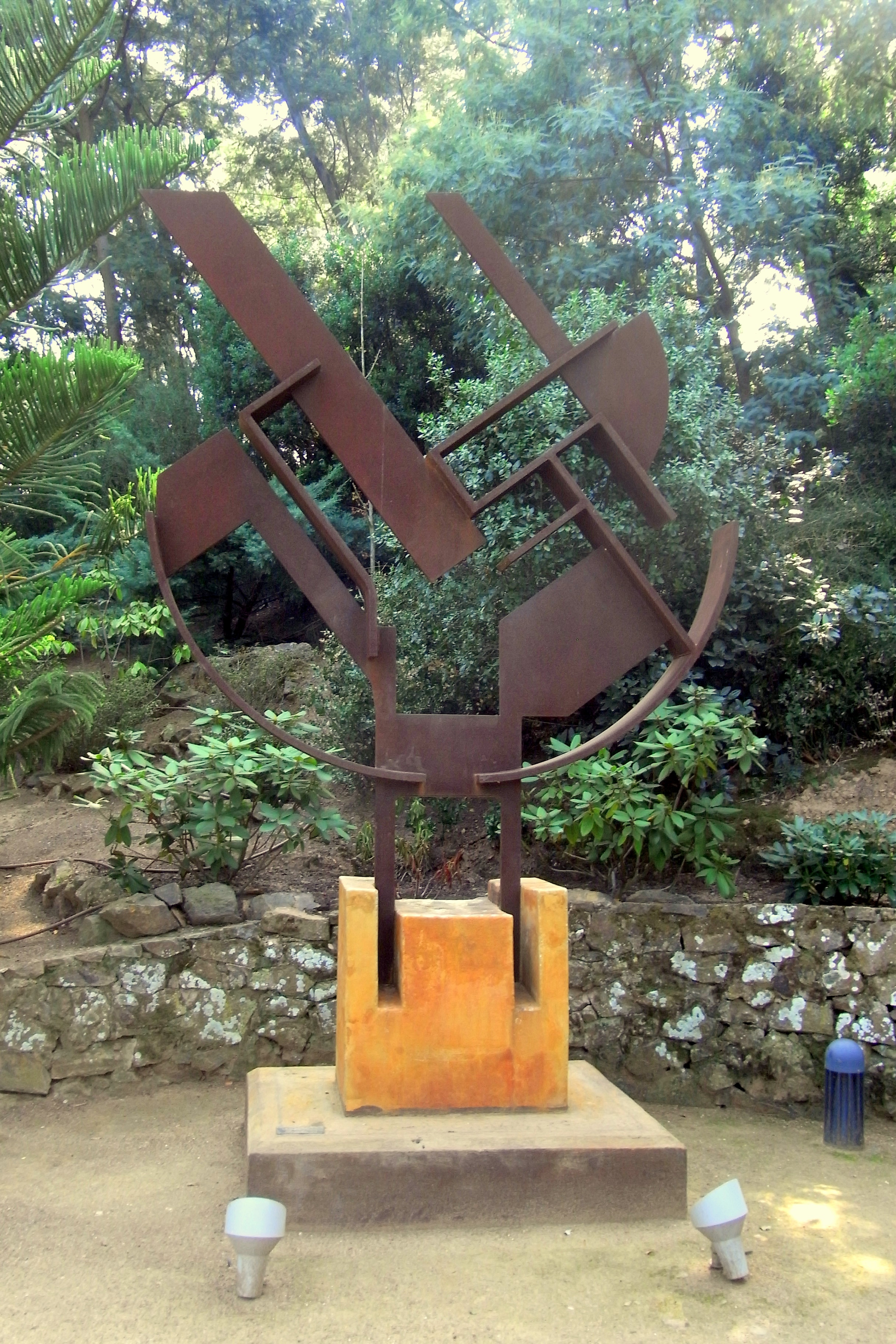
Nr. 5: Nestor Basterretxea
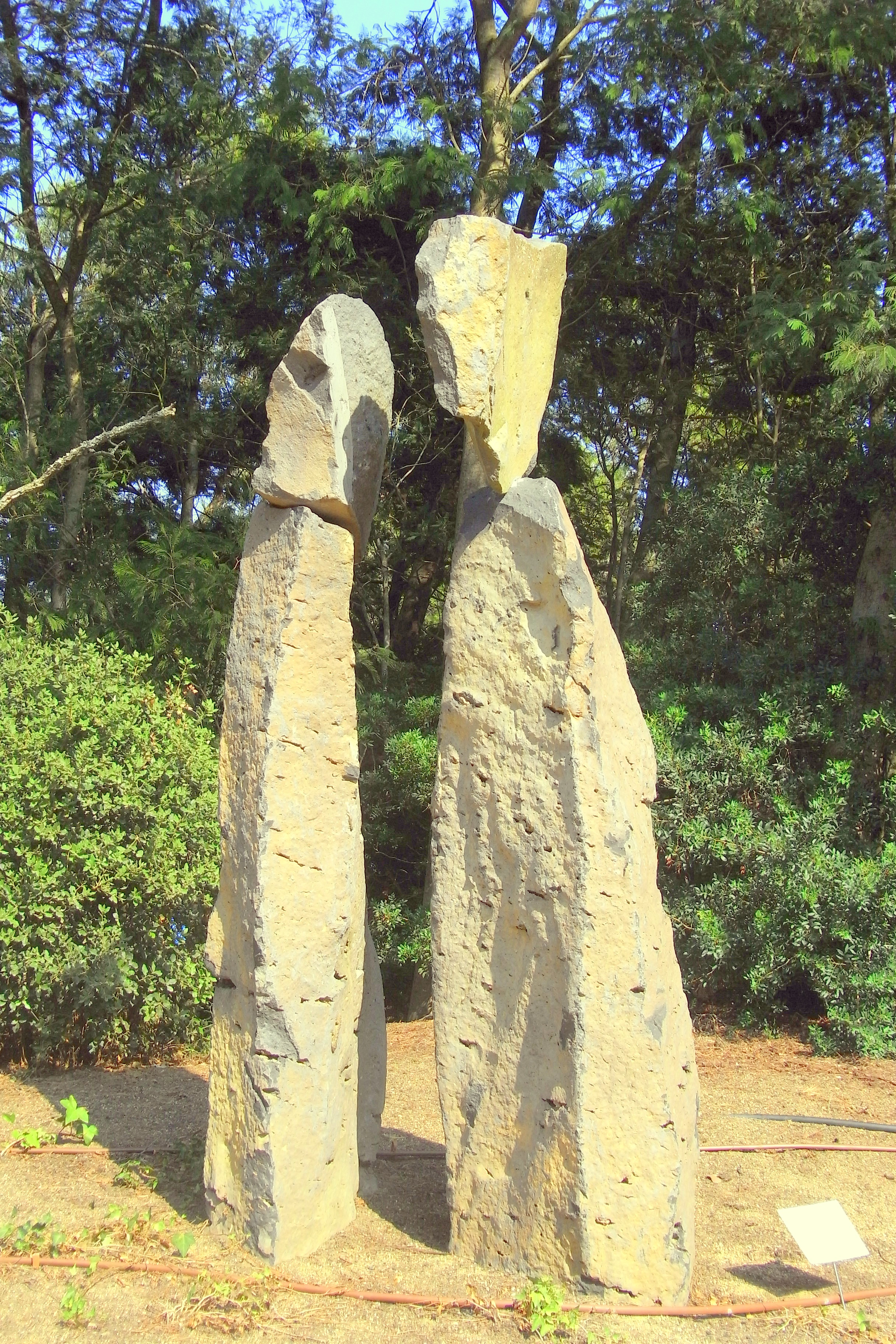
N. 6: Xavier Corberó
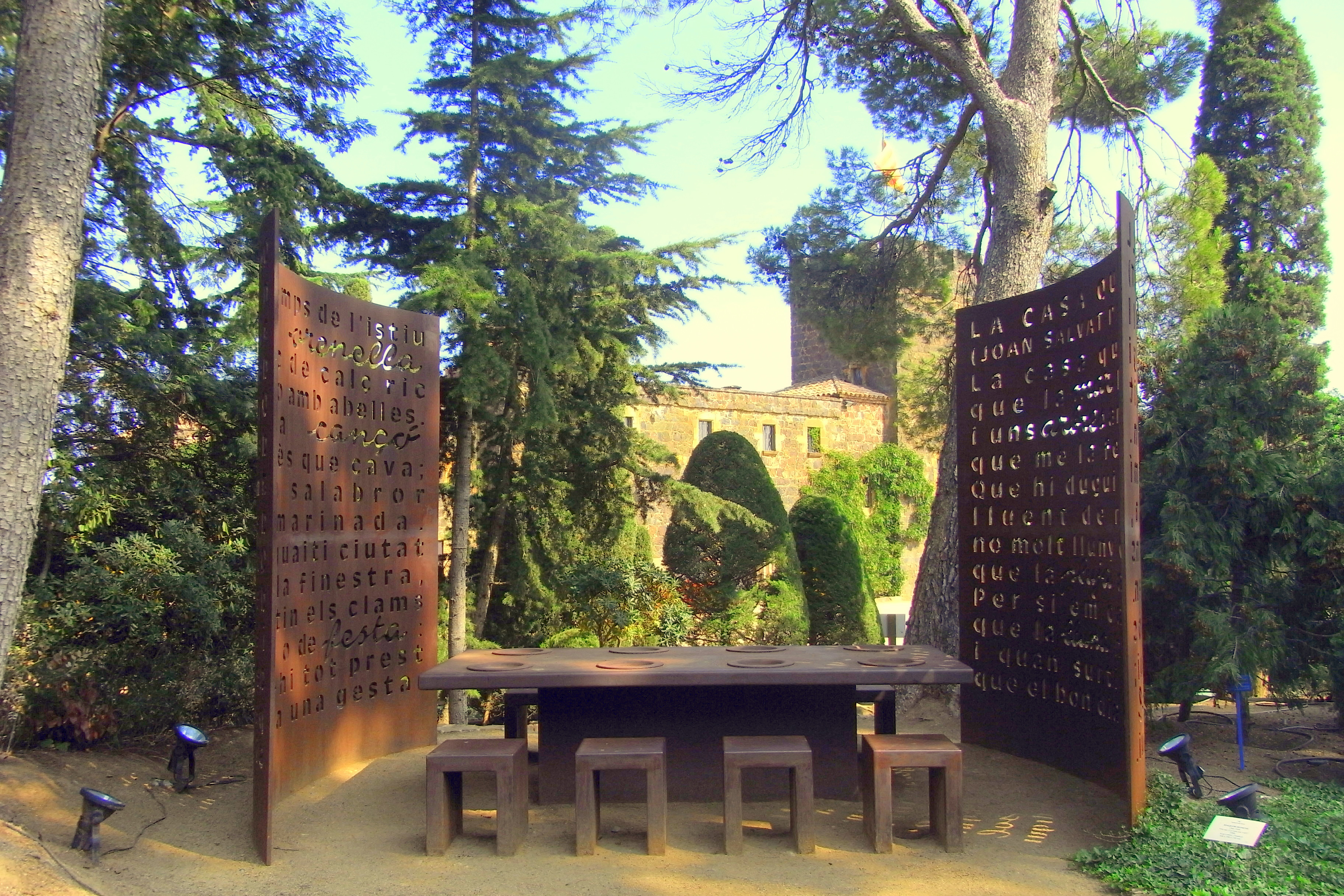
Nr. 7: Quim Domene
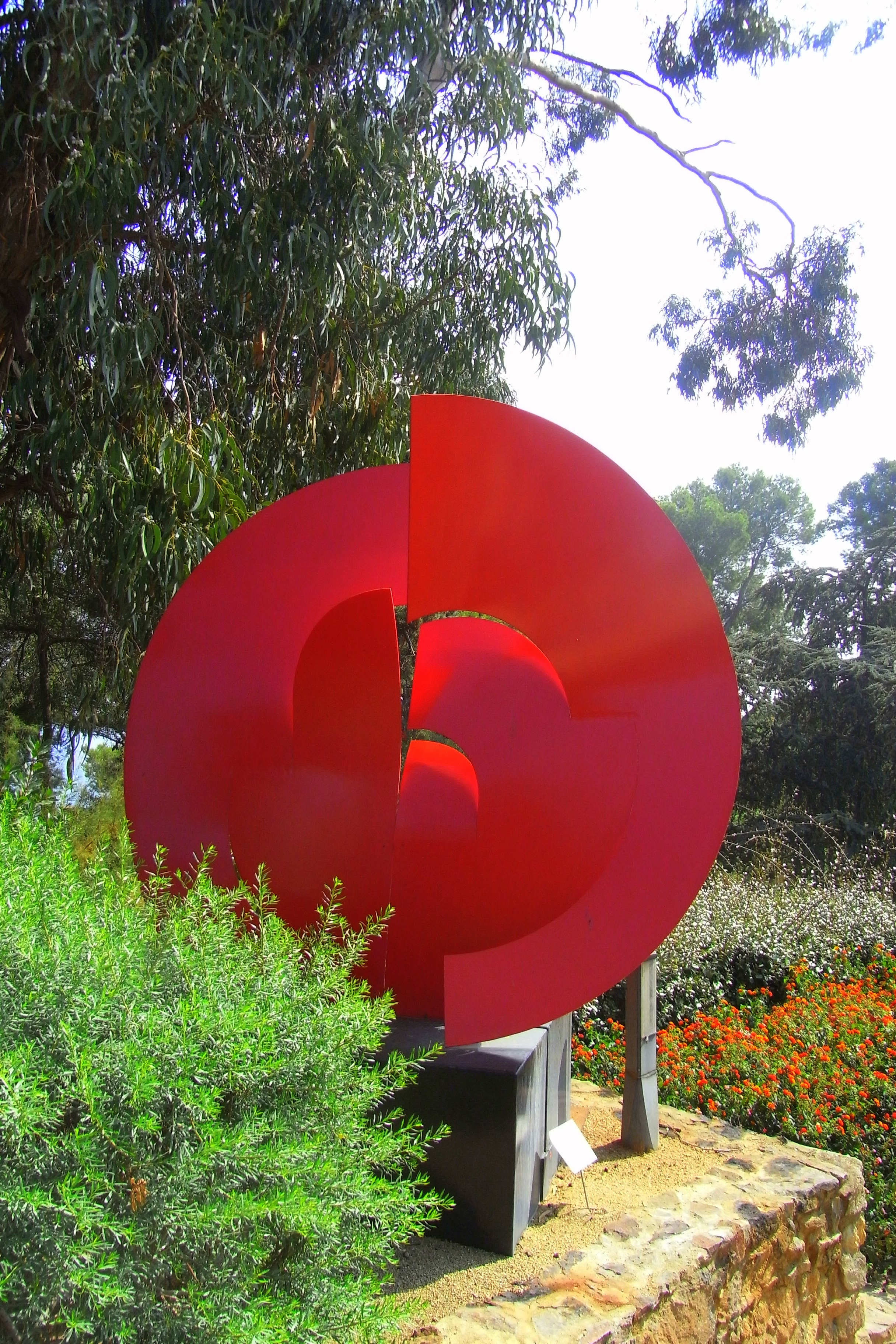
Nr. 8: Amadeo Gabino
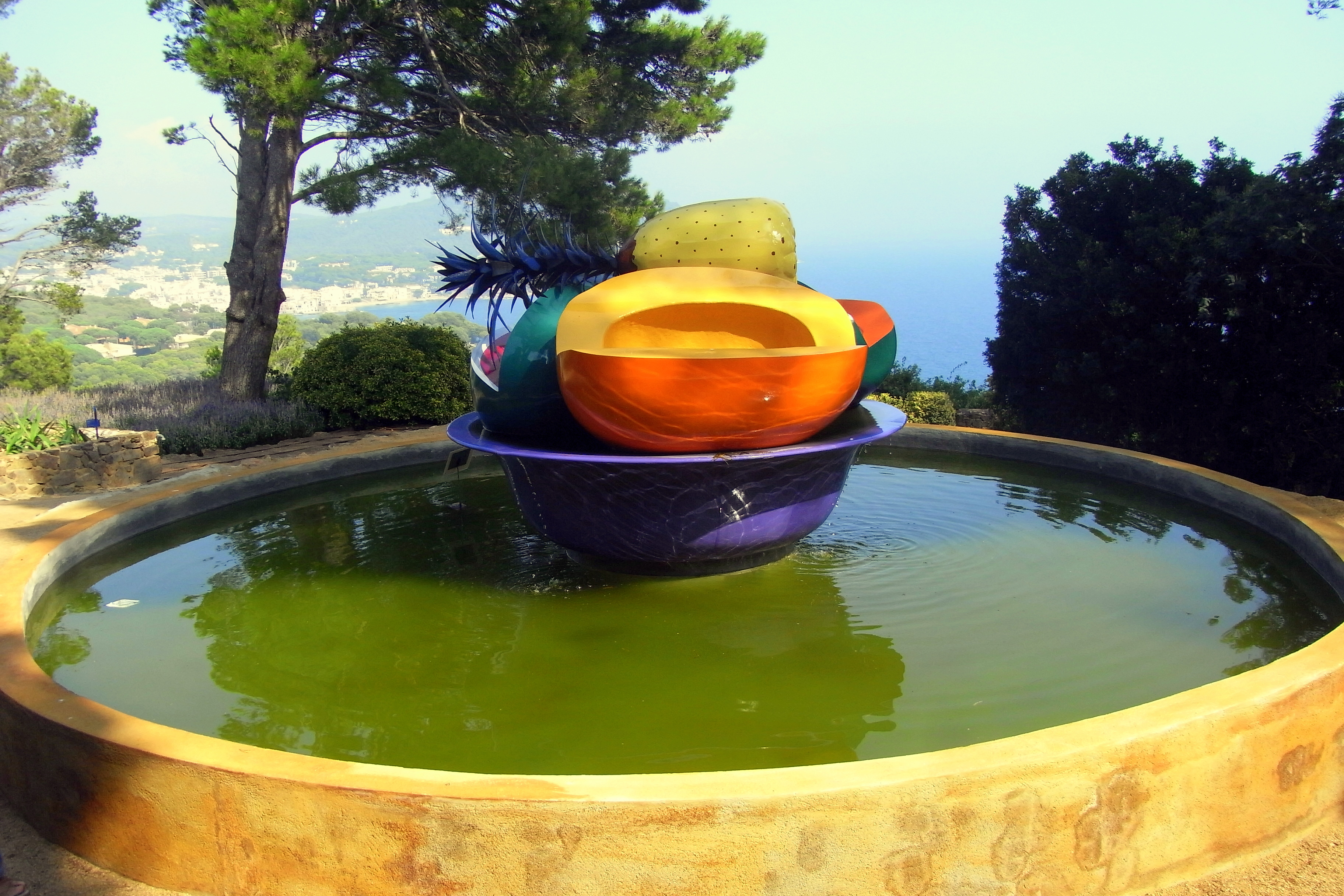
Nr. 9: Ana Mercedes Hoyos
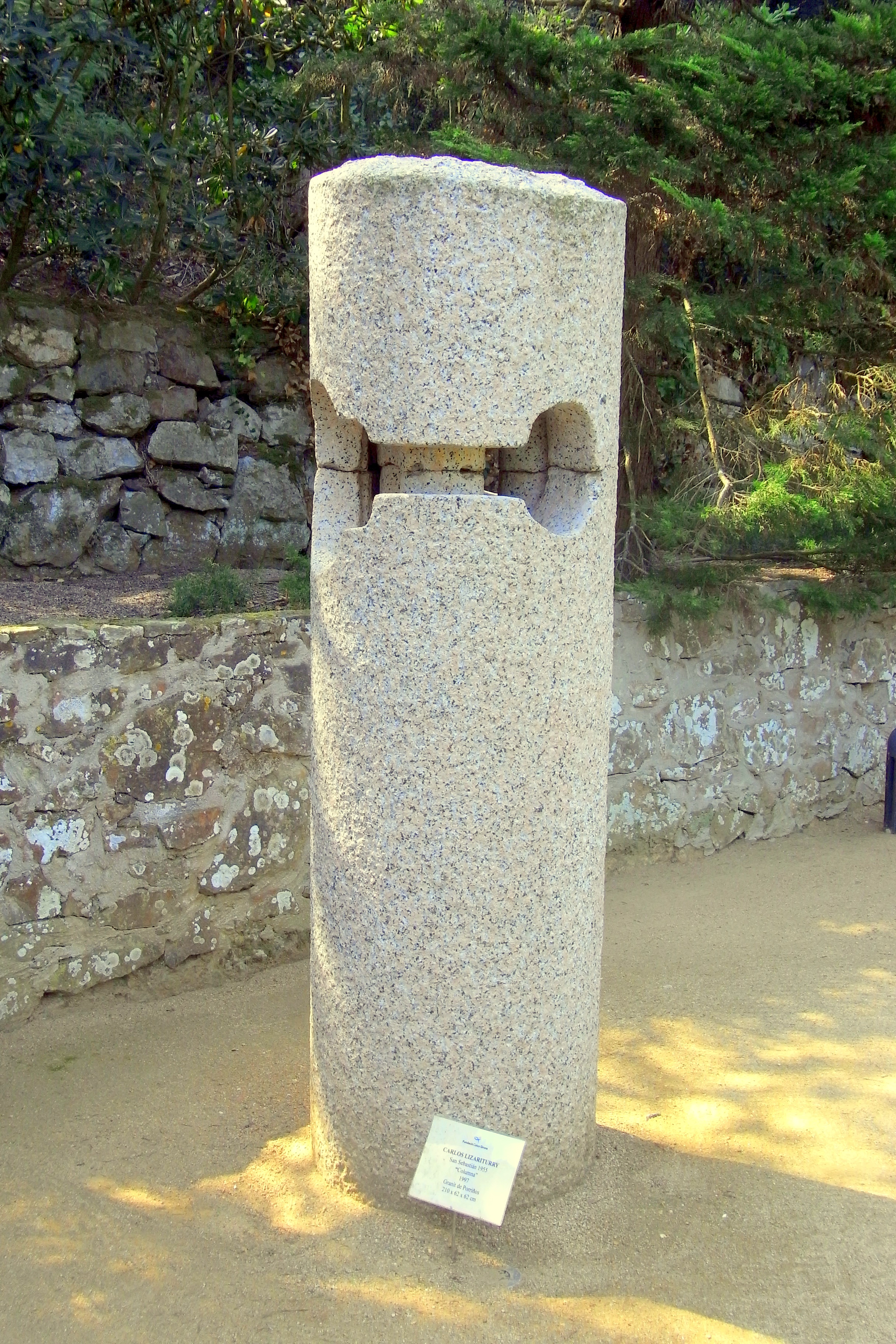
Nr. 10: Carlos Lizariturry
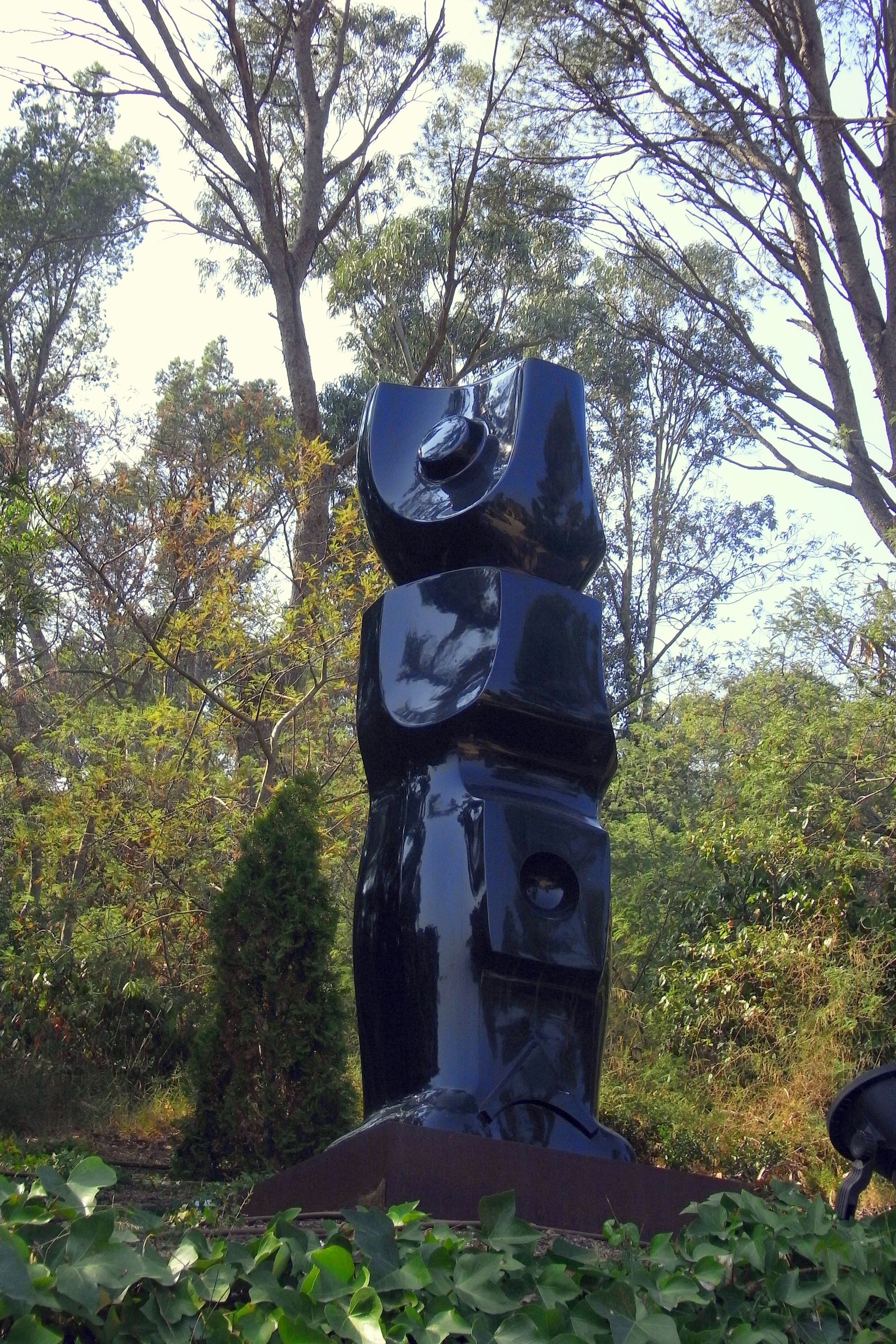
Nr. 11: Marcel Martí
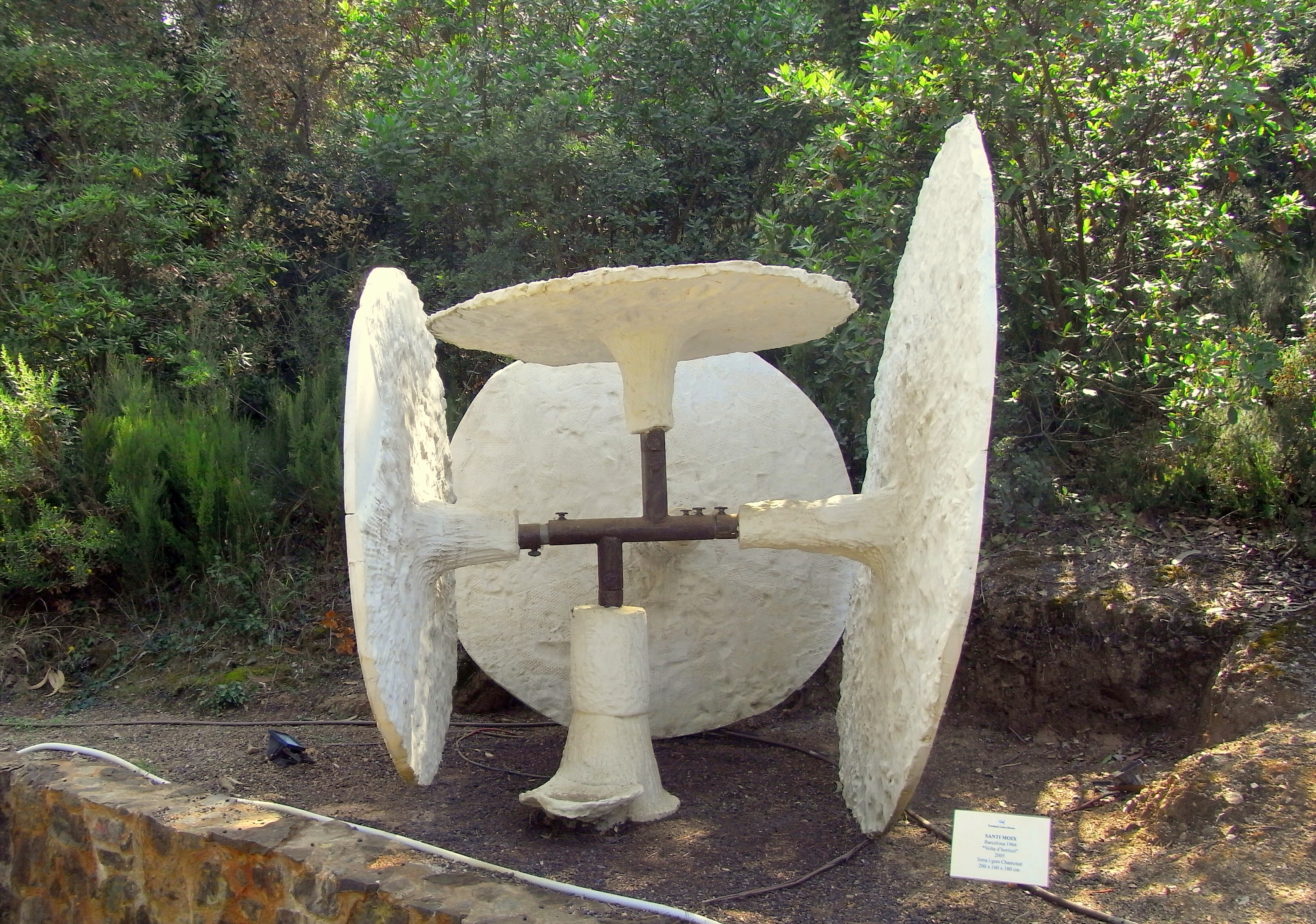
Nr. 12: Santi Moix
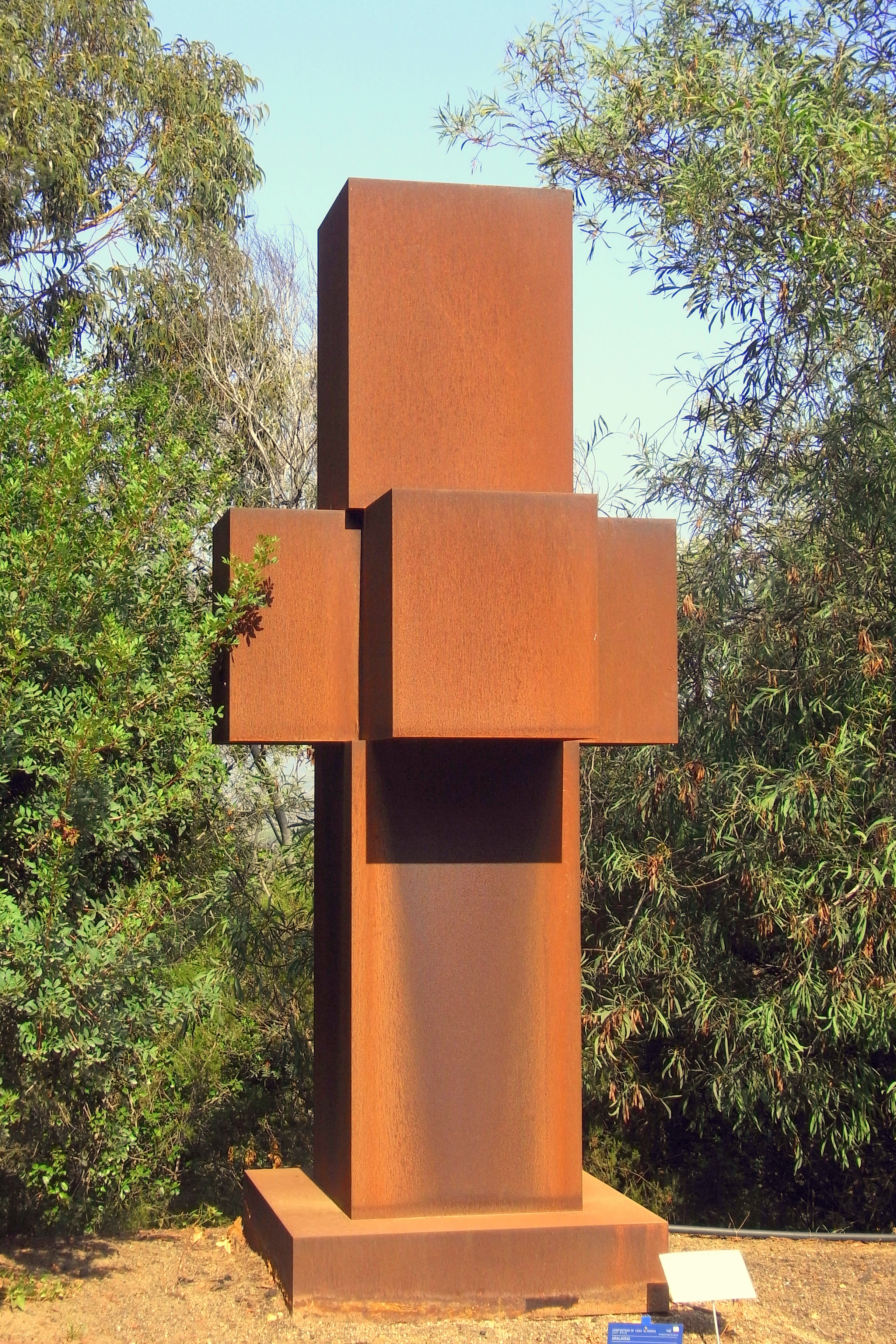
Nr. 13: Torres Monsó
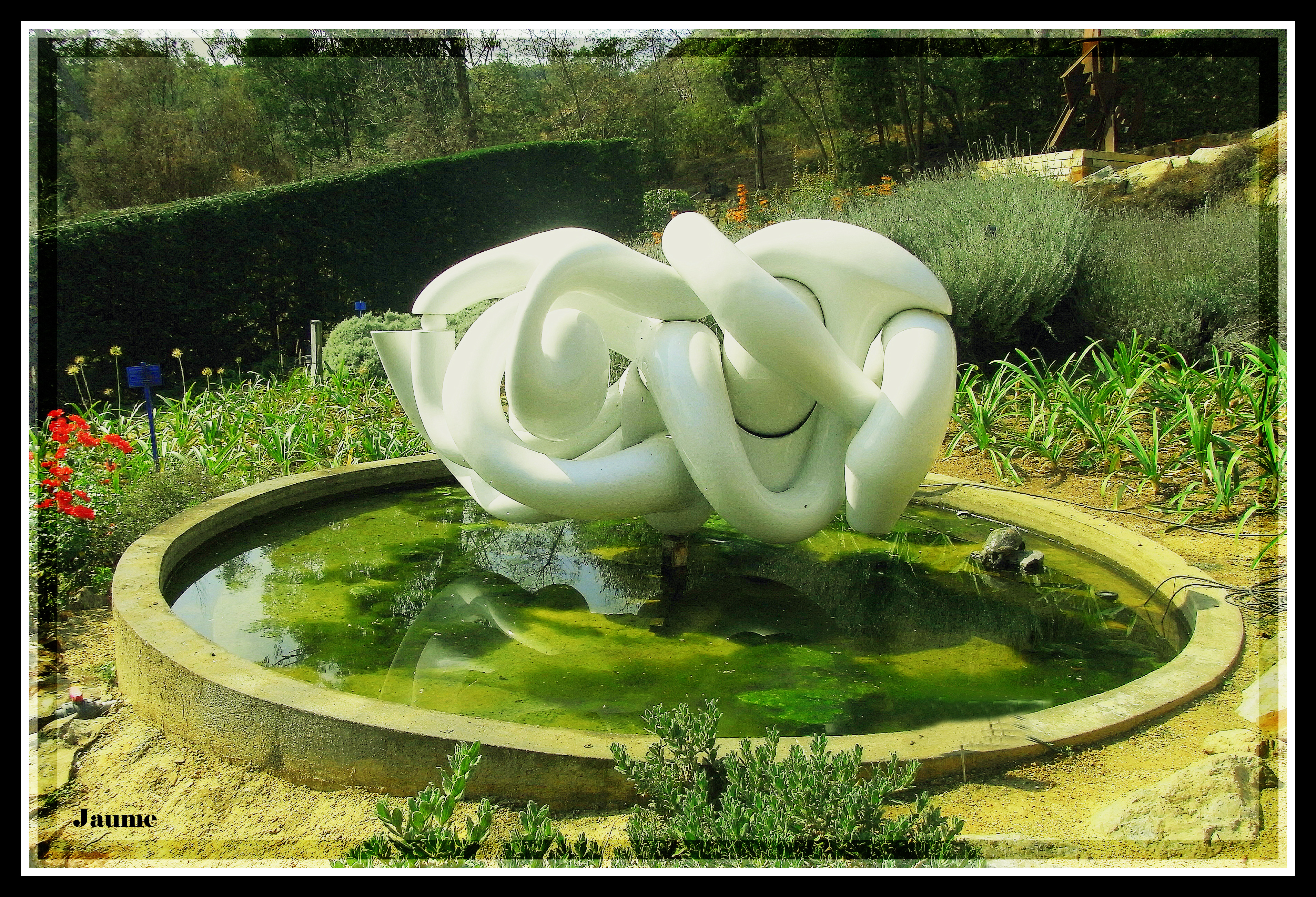
Nr. 14: Miguel Ortiz Berrocal
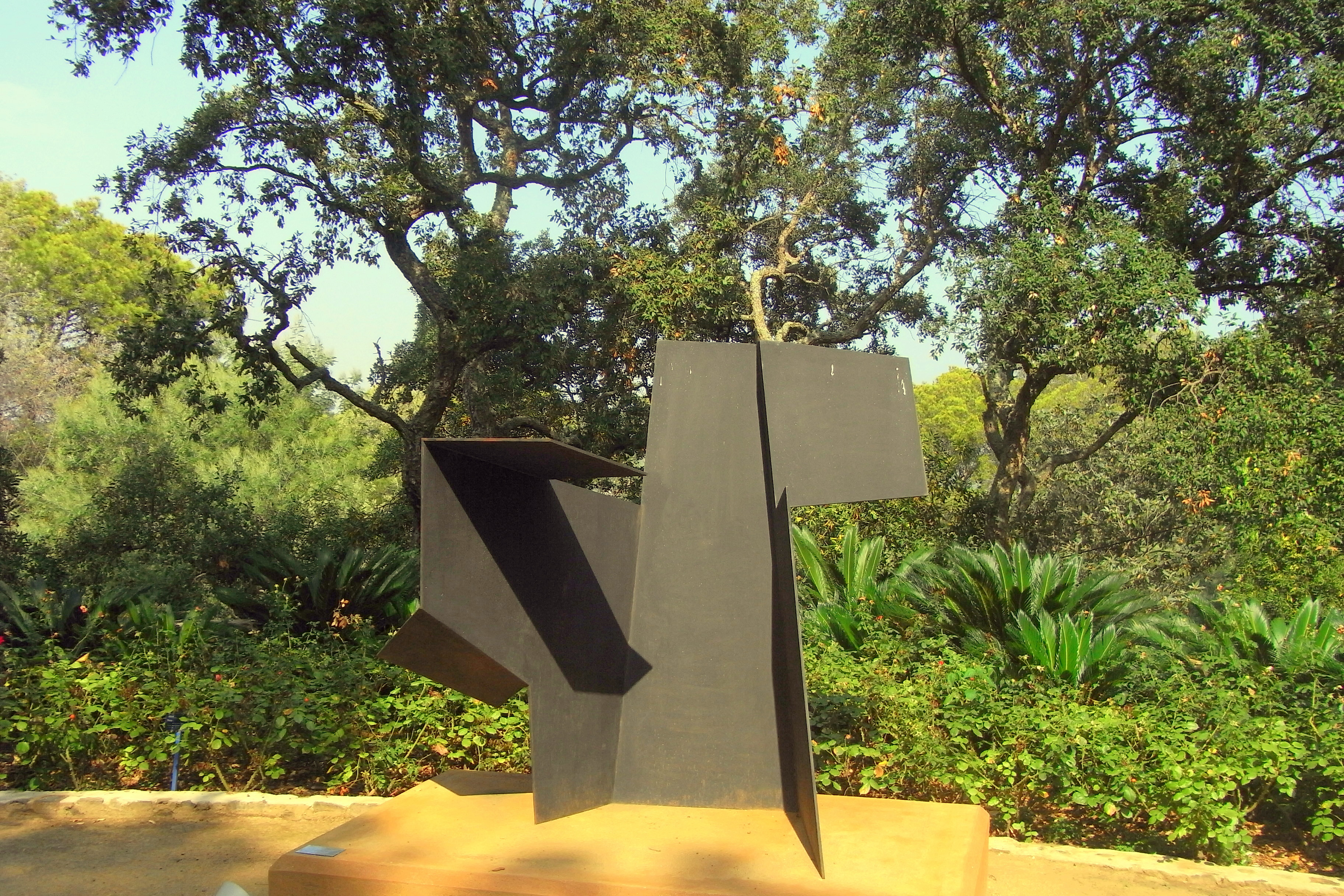
Nr. 15: Jorge Oteiza
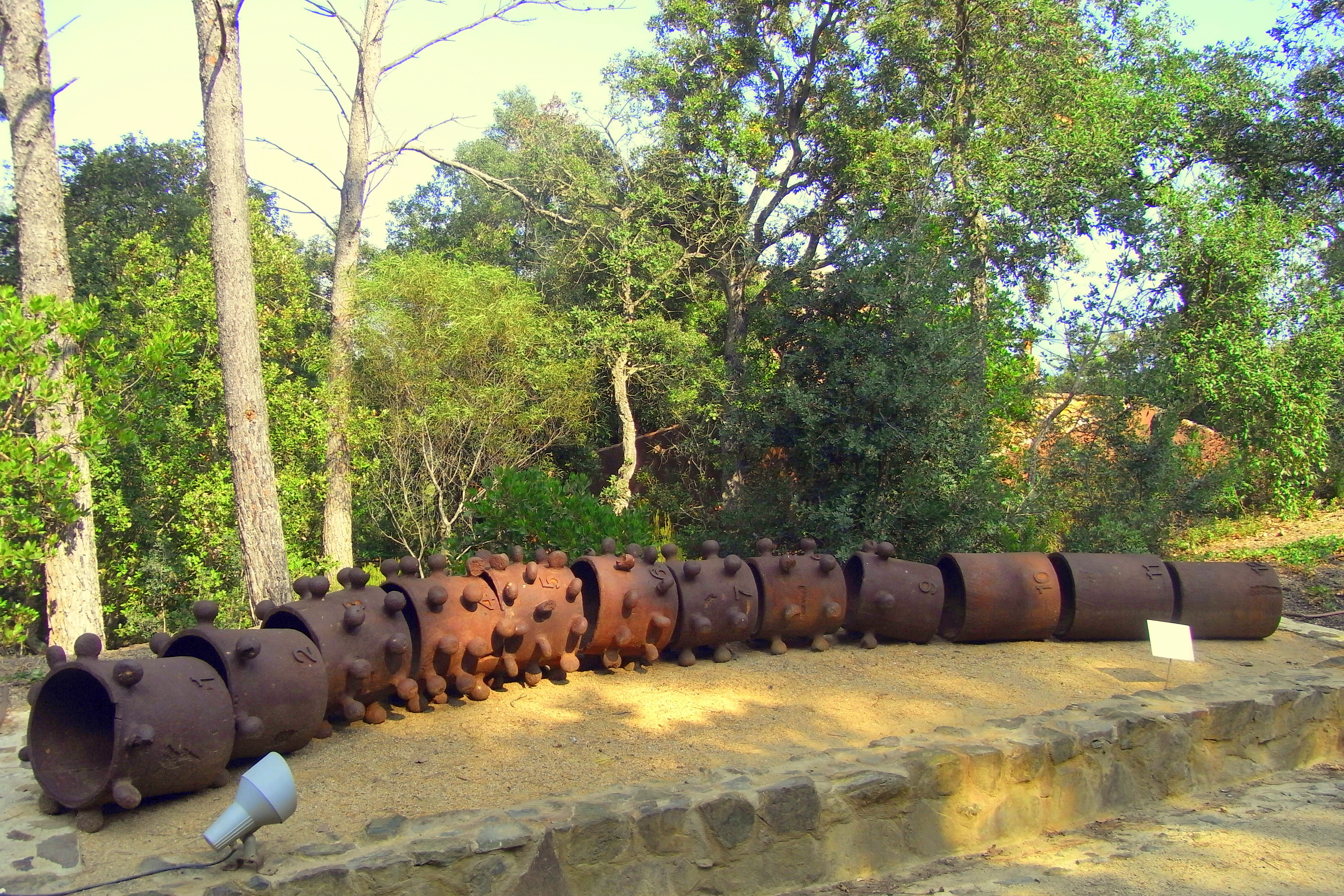
Nr. 16: Jaume Plensa
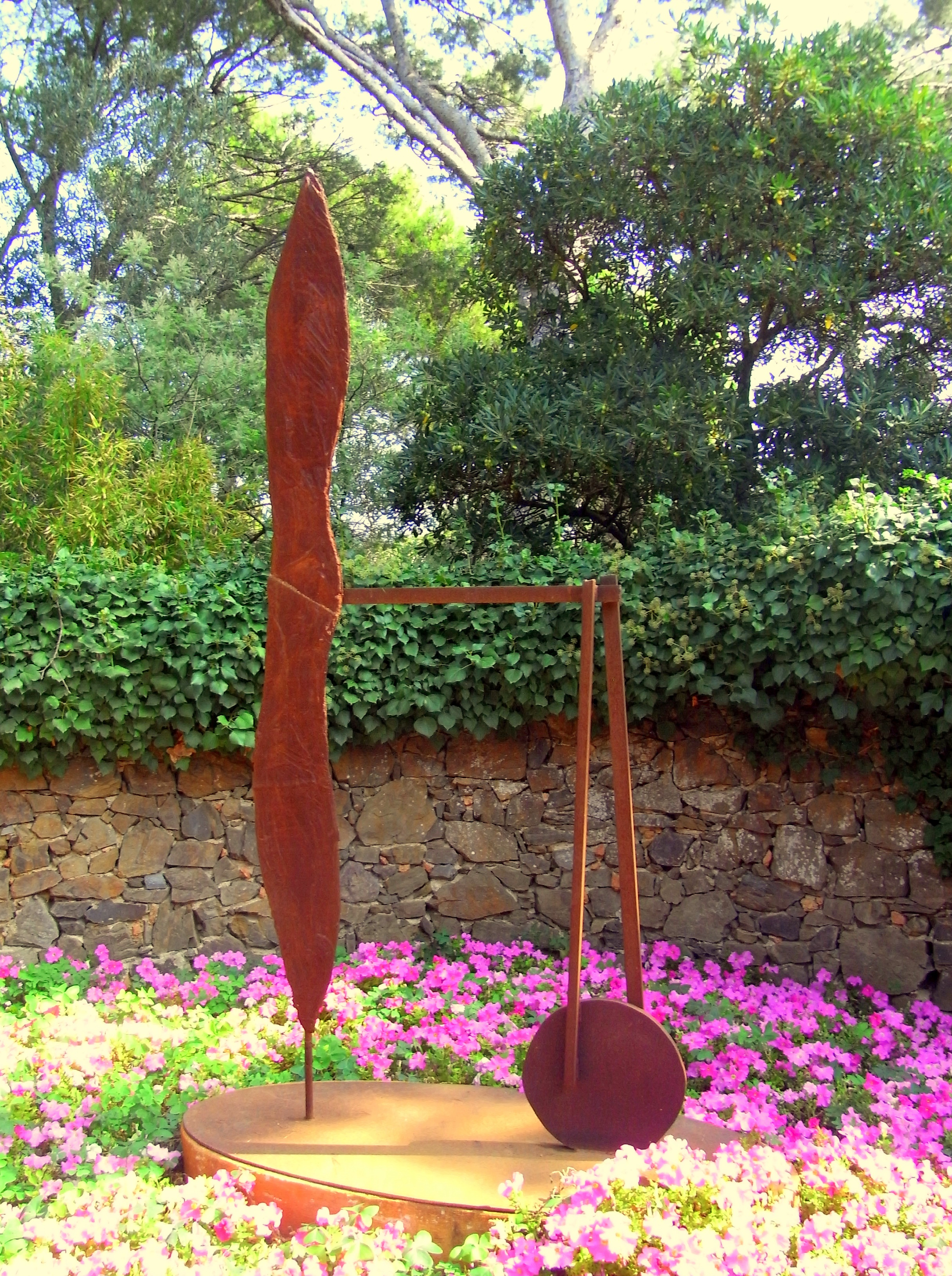
Nr. 17: Josep Maria Riera i Aragó
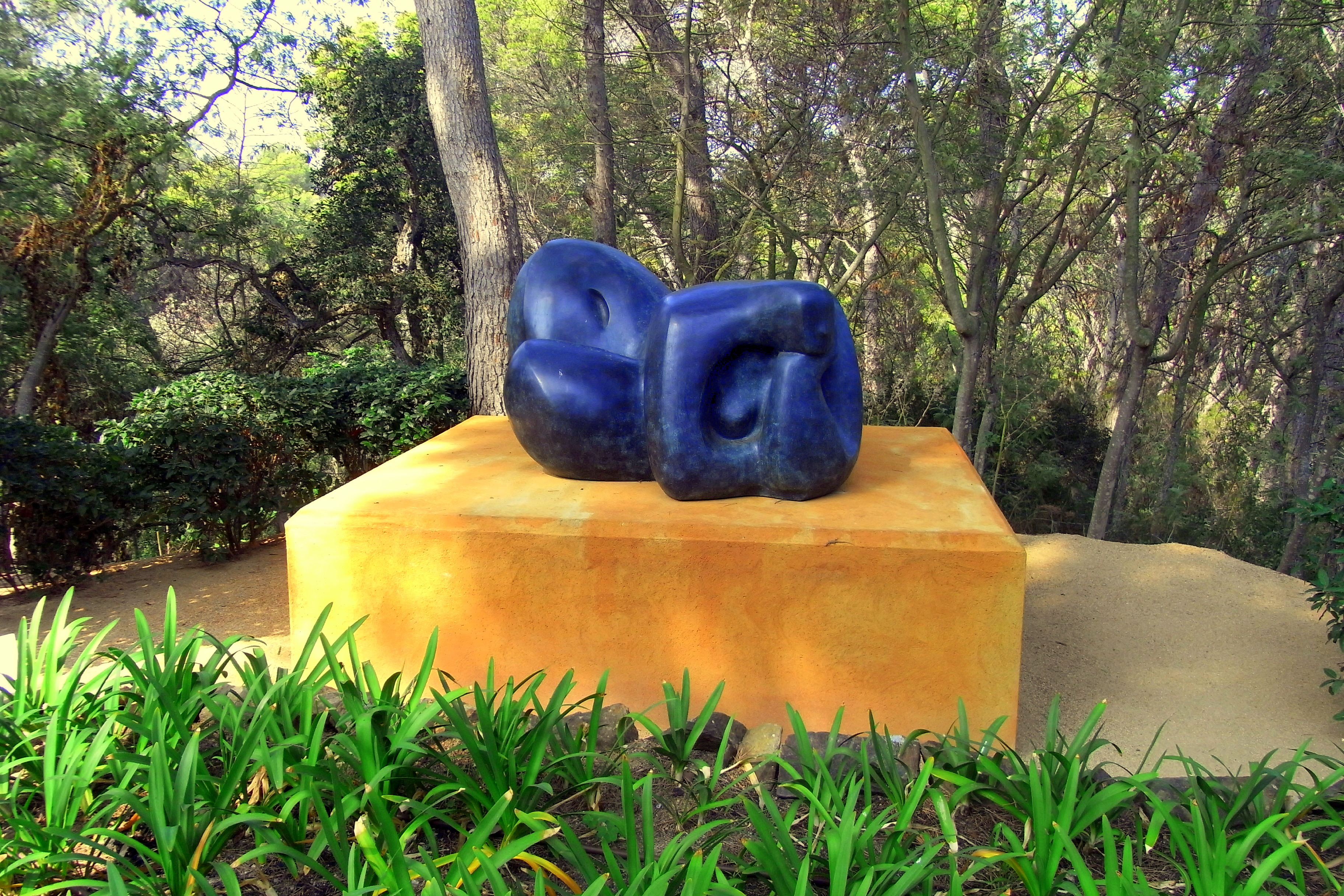
Nr. 18: Rosa Serra
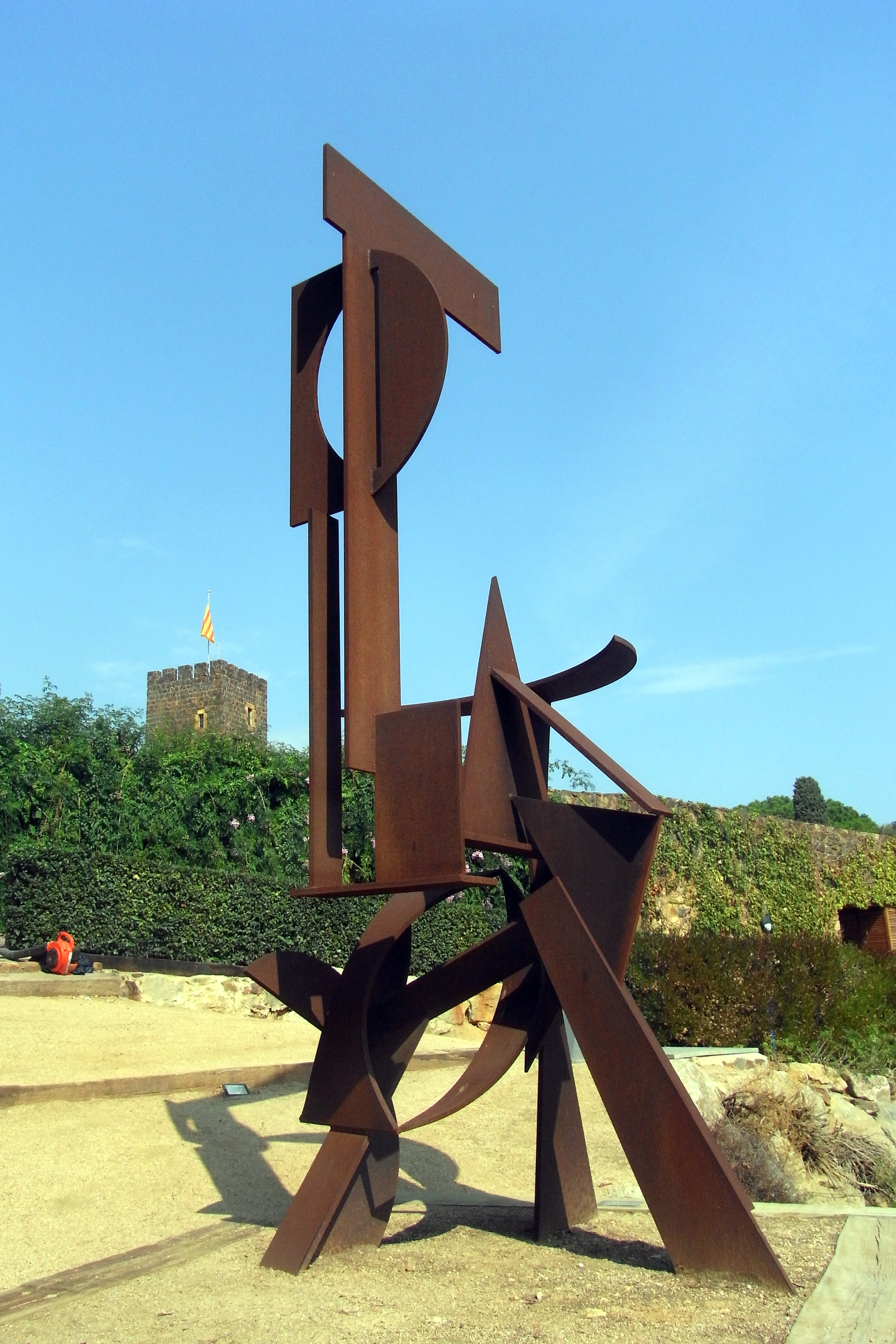
Nr. 19: Paul Suter
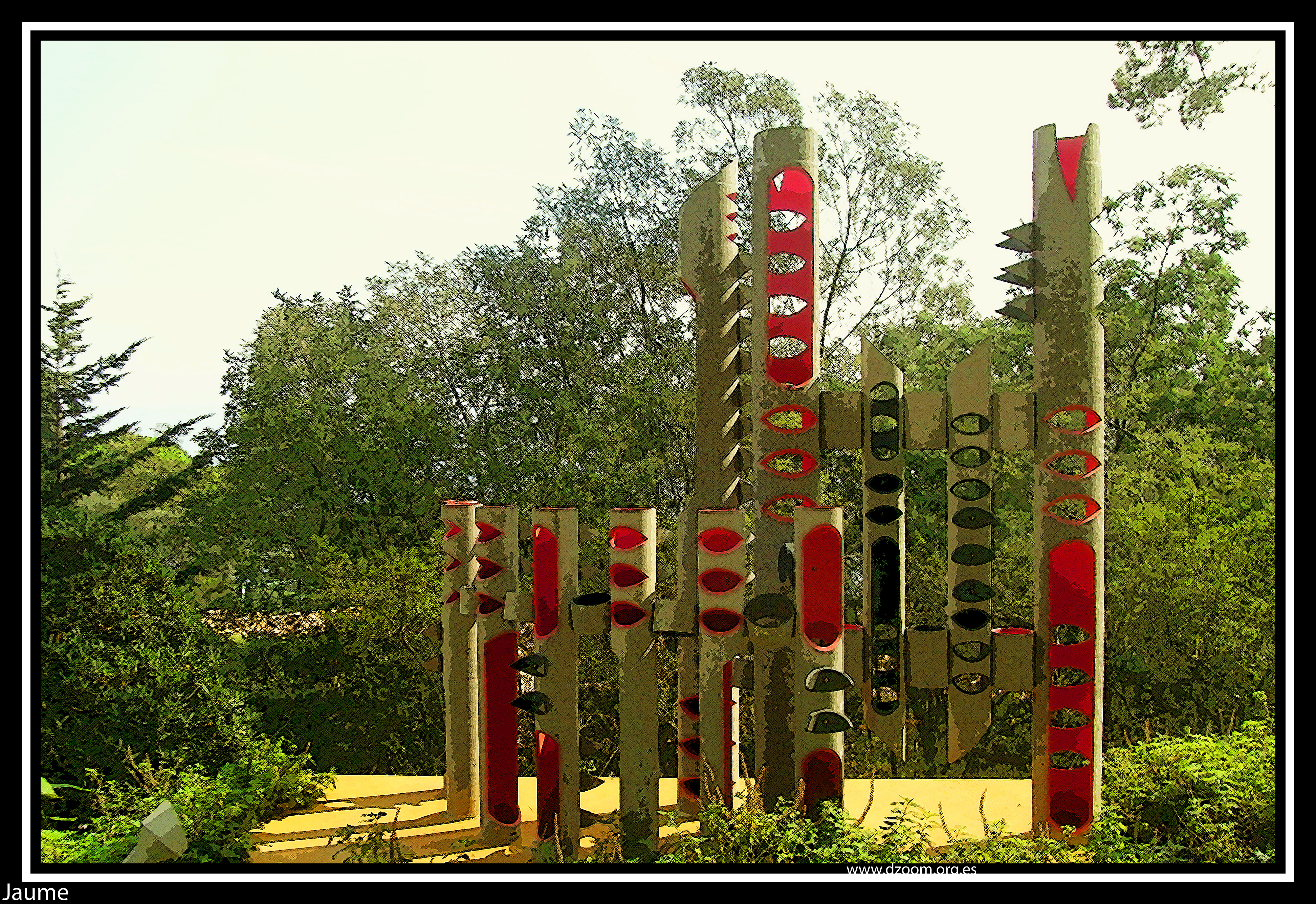
Nr. 20: Moisès Villèlia